# ألعاب الفيديو في غانا
صناعة ألعاب الفيديو صناعة شابة في غانا, وقد تطورت في البلاد منذ أوائل الثمانينيات. Leti Arts هي إحدى شركات ألعاب الفيديو الناشئة في إفريقيا.
في أغسطس 2016, صرحت لجنة الألعاب في غانا, التي تنظم المقامرة داخل البلاد, أنها لا تنظم ألعاب الفيديو طالما لم يتم وضع رهانات على اللاعبين.
تعتبر المنظمات مثل Gamer TV و Madagastar Esports و AnTrix Gaming و GameNerd و Giiks Gaming City و GasBros Gaming Network رائدة في هذا المجال. كانت ألعاب الفيديو واللاعبون في ازدياد خلال العقد الماضي. تُستخدم البطولات في المقام الأول لجلب اللاعبين لربط مساحة الألعاب وتوسيعها. لقد ساعدت أحداث مثل مسابقة Global Game Jam بشكل كبير في إنشاء الألعاب كخيار مهني. تدفع منظمات مثل Virtual Union و Gamers Republic للاعبين المحترفين والجمعيات مثل جمعية غانا للرياضات الإلكترونية التي تدفع نحو دخول حقبة جديدة للرياضات الإلكترونية في غانا. تقام البطولات أيضاً في المدن الكبرى مثل أكرا وكوماسي. تم قبول ألعاب الفيديو والرياضات الإلكترونية بشكل عام ببطء ودمجها في الثقافة الغانية.